# Gráinne
Gráinne var en hjältinna i Irlands keltiska mytologi som enleverades av Diarmaid. Se vidare Finn.